# Dai Vernon
Dai Vernon, nato David Frederick Wingfield Verner (Ottawa, 11 giugno 1894 – Ramona, 21 agosto 1992), è stato un illusionista canadese.
È conosciuto anche come "The Professor" (Il Professore). La sua grande abilità e la sua ampia conoscenza gli hanno fatto guadagnare il rispetto di molti prestigiatori. La sua influenza nel mondo magico è stata (ed è tuttora) notevole. Dai Vernon è inoltre stato mentore di numerosi prestigiatori famosi.

## Biografia
Suo padre lavorava al governo ed era anche un prestigiatore dilettante.
Vernon si innamorò della magia all'età di sette anni, quando il padre lo portò a vedere uno spettacolo di magia. Durante le sue esibizioni, menzionava spesso il fatto che aveva imparato il suo primo gioco da suo padre, all'età di sette anni e considerava sprecati i suoi primi sei anni di vita. Il suo primo libro di magia fu il famoso The Expert at the Card Table, di S. W. Erdnase. All'età di 13 anni aveva memorizzato l'intero contenuto del libro.
David ebbe un famoso incontro con un altro giovane nascente prestigiatore, Cliff Green, che chiese a Vernon: «che genere di magia fai?» Vernon rispose chiedendo al giovane di nominare una qualunque carta. Egli lo fece. Subito Vernon tirò un mazzo di carte fuori dalla tasca e girò la prima carta del mazzo, era quella scelta «Questo è il genere di magia che faccio. Che genere di magia fai tu?» chiese Vernon a Cliff.
Da giovane si trasferí a New York dove, nel negozio di Clyde Power, ottenne consensi da molti grandi prestigiatori di quel periodo, come Dr. James William Elliott e Harry Kellar.
Iniziò ad usare il nome "Dai" dopo che un giornale lo aveva usato al posto di David; essendo Dai il soprannome usato in Galles per il nome David. Quando Vernon si trasferì in America, un famoso pattinatore sul ghiaccio di quel periodo aveva il cognome Vernon; gli americani confondevano sempre il cognome di Verner con quello del famoso pattinatore, dopo un po' Dai si stancò di dover sempre correggere i suoi spettatori e adottò quindi il cognome Vernon.
A causa della sua straordinaria conoscenza ed abilità nella destrezza di mano, Vernon veniva affettuosamente chiamato The Professor. Harry Houdini (che si faceva chiamare The King of Cards) si vantava spesso dicendo che, dopo aver visto un gioco di prestigio per tre volte di seguito, ne sapeva rivelare il trucco. Vernon fece un gioco ad Houdini nel quale rimuoveva la prima carta e la metteva in mezzo al mazzo, poi girava di nuovo la prima carta e questa era la carta che aveva messo in seconda posizione. Houdini guardò Vernon eseguire il gioco sette volte, insistendo ogni volta che Vernon lo facesse di nuovo. Alla fine, la moglie di Houdini e gli amici di Vernon dissero: «ammettilo Houdini, sei stato battuto.» Per questo Vernon usò per molti anni il titolo The Man Who Fooled Houdini (L'Uomo che ingannò Houdini) nella sua pubblicità.
Dai Vernon passò la maggior parte della sua vita a viaggiare per l'America in cerca di bari o di persone che sapessero qualcosa sulla destrezza di mano con le carte. È noto il fatto che non gli fu accreditato molto del lavoro pubblicato nel libro Expert Card Technique di Jean Hugard e Frederick Braue, nonostante il suo importante contributo.
Vernon è tra i prestigiatori più esperti e abili mai vissuti e, insieme ad Ed Marlo, anche il prestigiatore con più influenza sulla magia del ventesimo secolo. A lui sono attribuite moltissime invenzioni o miglioramenti di giochi di micromagia con monete, carte e altri piccoli oggetti. La classica routine dei bussolotti è sua, come la routine Symphony of The Rings, che è ancora la routine più popolare con gli anelli cinesi.
Vernon visse gli ultimi trent'anni della sua vita al Magic Castle di Los Angeles, California. Lì fece da mentore a molti maghi famosi come Ricky Jay, Persi Diaconis, Doug Henning, Larry Jennings, Michael Ammar e John Carney.
Morì il 21 agosto 1992 a Ramona, nella contea di San Diego, all'età di 98 anni. Fu cremato e le sue ceneri sono custodite al Magic Castle.

## Tributi
Nel novembre del 2005, Karl Johnson scrisse The Magician And The Cardsharp, libro che tratta della ricerca che Vernon fece riguardo ad uno sconosciuto baro, creatore di una tecnica invisibile per il servizio di seconda.
La prima biografia dettagliata fu pubblicata nel giugno del 2006 dalla Squash Publishing con il titolo di Dai Vernon: A Biography, *Artist * Magician * Muse (Vol.1: 1894-1941) (il primo di un progetto di due volumi), scritta dal prestigiatore canadese David Ben.
Fu prodotto un documentario dal titolo Dai Vernon: The Spirit Of Magic (Toronto: History Television - The Canadians: 1999).

## Opere
- Dai Vernon, Dai Vernon's Book of Magic.
- Dai Vernon, Inner Secrets of Card Magic.
- Dai Vernon, More Inner Secrets of Card Magic.
- Dai Vernon, Further Inner Secrets of Card Magic.
- Dai Vernon, Ultimate Secrets of Card Magic.
- Dai Vernon, Dai Vernon's Tribute to Nate Leipzig.
- Dai Vernon, Malini & His Magic.
- Dai Vernon), The Dai Vernon Essential (Collected Work.
- Dai Vernon, The Symphony of the Rings.
- Dai Vernon, Early Vernon, 1861.